# モノクローム (Uruのアルバム)
『モノクローム』は、日本の歌手のUruの1作目のオリジナル・アルバム。2017年12月20日にソニー・ミュージックアソシエイテッドレコーズから発売された。

## 概要
Uruにとって初となるアルバム作品。アルバムタイトルは「『これがUruである』みたいなものがパッと見てわかるもの」ということを前提に、「白と黒の世界から出て来て、そこが出発点でもあるから」「デビュー前はライブ活動を行なわず、狭い世界で活動を行なっていたから単色だった」という理由で付けられた。デビュー曲「星の中の君」から先行シングルとして発売された「奇蹟」までのシングル5曲のほか、タイアップ曲を含む全14曲が収録された。
初回生産限定盤（映像盤）、初回生産限定盤（カバー盤）、通常盤の3形態で発売され、映像盤にはシングル5曲のミュージック・ビデオと前年9月に開催されたデビュー・ライブ『Uru Live「SS」』からのライブ映像を収録したBlu-ray、カバー盤にはUruがデビュー前よりYouTubeにて公開していた100曲のカバーからセレクトされたカバー曲と新たに録音されたカバー曲を収録したCDが付属。また2024年6月15日には、デビュー8周年を記念して初回生産限定盤（カバー盤）の収録内容を網羅した『モノクローム Cover Complete Edition』を配信リリースした。

## チャート成績
2018年1月1日付のオリコン週間アルバムランキングとBillboard Japan Hot Albumsチャートで初登場18位を獲得し、同日付のBillboard Japan Top Albums Salesチャートでは初登場16位を獲得した。

## 収録内容
| #         | タイトル               | 作詞         | 作曲             | 編曲             | 時間  |
| --------- | ---------------------- | ------------ | ---------------- | ---------------- | ----- |
| 1.        | 「追憶のふたり」       | Uru          | Uru              | Kan Sano         | 5:29  |
| 2.        | 「奇蹟」               | Uru          | B.EYES ENNE      | 冨田恵一         | 4:45  |
| 3.        | 「フリージア」         | Uru          | 岩見直明         | Tomi Yo          | 5:36  |
| 4.        | 「鈍色の日」           | Uru          | 川口大輔         | 川口大輔         | 5:19  |
| 5.        | 「ホントは、ね」       | Uru          | 川村結花         | MIHASHI TAKAYUKI | 6:14  |
| 6.        | 「しあわせの詩」       | Uru          | lotta            | 田上陽一         | 5:17  |
| 7.        | 「Sunny day hometown」 | Uru          | 内藤英雅         | Shingo Suzuki    | 4:14  |
| 8.        | 「fly」                | Uru          | Hidenori Uru     | 宗本康兵         | 5:29  |
| 9.        | 「The last rain」      | Uru          | Uru              | 蔦谷好位置       | 5:19  |
| 10.       | 「いい男」             | Uru          | Uru              | 宗本康兵         | 4:41  |
| 11.       | 「アリアケノツキ」     | Uru          | Hidenori         | MIHASHI TAKAYUKI | 4:24  |
| 12.       | 「娘より」             | Uru          | 宇佐美宏         | MIHASHI TAKAYUKI | 5:40  |
| 13.       | 「すなお」             | Uru          | Uru              | 武部聡志         | 5:09  |
| 14.       | 「星の中の君」         | Hidenori Uru | Hidenori Tomi Yo | Hidenori Tomi Yo | 4:14  |
| 合計時間: | 合計時間:              | 合計時間:    | 合計時間:        | 合計時間:        | 71:50 |

| 全編曲: Uru。 |                       |                                         |       |
| #             | タイトル              | 作詞・作曲                              | 時間  |
| 1.            | 「楓」                | 草野正宗                                | 5:50  |
| 2.            | 「たしかなこと」      | 小田和正                                | 5:45  |
| 3.            | 「木蘭の涙」          | - 山田ひろし（作詞） - 柿沼清史（作曲） | 5:51  |
| 4.            | 「THE OVER」          | - TAKUYA∞（作詞） - UVERworld（作曲）   | 5:57  |
| 5.            | 「OH MY LITTLE GIRL」 | 尾崎豊                                  | 4:18  |
| 6.            | 「真赤」              | 椎木知仁                                | 3:39  |
| 7.            | 「ハッピーエンド」    | 清水依与吏                              | 5:22  |
| 8.            | 「糸」                | 中島みゆき                              | 3:47  |
| 合計時間:     | 合計時間:             | 合計時間:                               | 40:29 |

| #   | タイトル                                                             | 作詞 | 作曲・編曲 | 監督 |
| --- | -------------------------------------------------------------------- | ---- | ---------- | ---- |
| 1.  | 「星の中の君」(Music Video)                                          |      |            |      |
| 2.  | 「The last rain」(Music Video)                                       |      |            |      |
| 3.  | 「フリージア」(Music Video)                                          |      |            |      |
| 4.  | 「しあわせの詩」(Music Video)                                        |      |            |      |
| 5.  | 「奇蹟」(Music Video)                                                |      |            |      |
| 6.  | 「WORKAHOLIC」(Uru Live「SS」@東京グローブ座 〜Debut Live〜)         |      |            |      |
| 7.  | 「PUZZLE」(Uru Live「SS」@東京グローブ座 〜Debut Live〜)             |      |            |      |
| 8.  | 「ホントは、ね」(Uru Live「SS」@東京グローブ座 〜Debut Live〜)       |      |            |      |
| 9.  | 「Sunny day hometown」(Uru Live「SS」@東京グローブ座 〜Debut Live〜) |      |            |      |
| 10. | 「The last rain」(Uru Live「SS」@東京グローブ座 〜Debut Live〜)      |      |            |      |
| 11. | 「アリアケノツキ」(Uru Live「SS」@東京グローブ座 〜Debut Live〜)     |      |            |      |
| 12. | 「すなお」(Uru Live「SS」@東京グローブ座 〜Debut Live〜)             |      |            |      |
| 13. | 「星の中の君」(Uru Live「SS」@東京グローブ座 〜Debut Live〜)         |      |            |      |

## 曲の解説
1. 追憶のふたり
ファントム・フィルム配給映画『悪と仮面のルール』の主題歌で、別れた元恋人の幸せを願う女性の気持ちで歌ったバラード。アレンジにはジャズやブラックミュージックの要素が取り入れられた[10]。
2. 奇蹟
5thシングルで、本作からの先行シングル。
3. フリージア
3rdシングル。
4. 鈍色の日
デビュー後まもなくして書いた楽曲で、発売前よりライブで披露していた[5]。歌詞は川口大輔より渡された楽曲を聴いた段階で、Uruが想像した「頑張ってもうまくいかず、中途半端でぼんやりした感情」を描いたもの[5]。
5. ホントは、ね
キヤノン「ピクサス」CMソング[7]
6. しあわせの詩
4thシングル。
7. Sunny day hometown
キヤノン「ピクサス」CMソング[7][11]。
8. fly
歌詞は、Uruが幼少期に読んでいた絵本『ラチとらいおん』をイメージして書いたもので、同作に登場するライオンの視点の歌詞となっている[5]。
9. The last rain
2ndシングル。
10. いい男
次作『オリオンブルー』には、この楽曲と対になる楽曲「いい女」が収録された[12]。
11. アリアケノツキ
デビュー前から存在していた楽曲で、歌詞はUruの父が死去した時の母の日記を元になっている[5]。「鈍色の日」と同様に発売前からライブで披露していた[5]。
12. 娘より
13. すなお
NTT西日本 WebCMソング[7]。
14. 星の中の君
1stシングルで、デビュー曲。

以下、カバー盤に収録。
1. 楓
スピッツのカバー曲[7]。
2. たしかなこと
小田和正のカバー曲[7]。
3. 木蘭の涙
スターダストレビューのカバー曲[7]。
4. THE OVER
UVERworldのカバー曲[7]。
5. OH MY LITTLE GIRL
尾崎豊のカバー曲[7]。
6. 真赤
My Hair is Badのカバー曲[7]。
7. ハッピーエンド
back numberのカバー曲[7]。
8. 糸
中島みゆきのカバー曲[7]。